# 埃格利尼
埃格利尼（法語：Égligny，法語發音：[egliɲi] ⓘ）是法国法蘭西島大區塞纳-马恩省的一个市镇，属于普罗万区。

## 地理
埃格利尼（48°25'40"N, 3°7'13"E）面积16.58 平方千米，位于法国法蘭西島大區塞纳-马恩省，该省份为法国北部内陆省份，北起瓦兹省，西接埃松省、马恩河谷省、塞纳-圣但尼省和瓦兹河谷省，南至卢瓦雷省，东南接约讷省，东临马恩省和奥布省，东北接埃纳省。
与埃格利尼接壤的市镇（或旧市镇、城区）包括：万佩勒、巴卢瓦、塞纳河畔沙特奈、多讷马里-栋蒂伊、居尔西勒沙泰勒、蒙蒂尼朗库。
埃格利尼的时区为UTC+01:00、UTC+02:00（夏令时）。

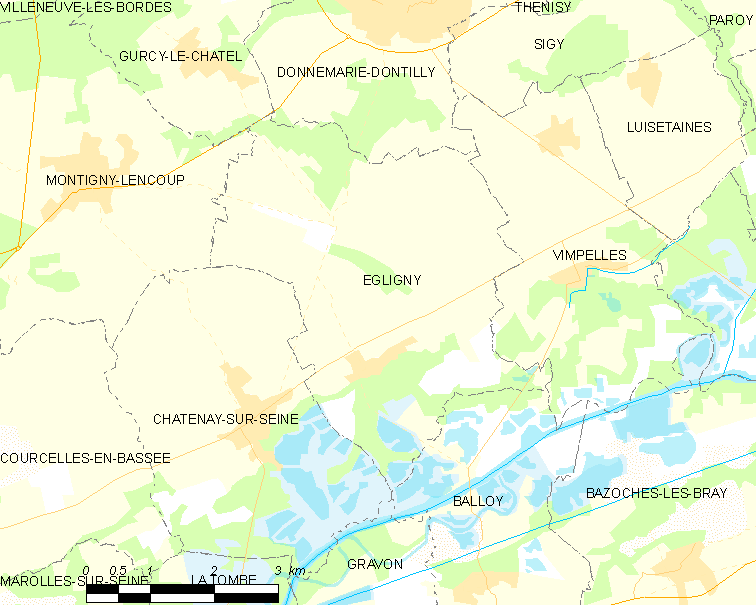
埃格利尼的OSM定位图

## 行政
埃格利尼的邮政编码为77126，INSEE市镇编码为77167。

## 政治
埃格利尼所属的省级选区为普罗万县。

## 人口

1962-2008年间埃格利尼人口变化图示

埃格利尼于2022年1月1日时的人口数量为313人。